# サン・シモン・ダ・コスタ
サン・シモン・ダ・コスタ （ガリシア語: San Simón da Costa）は、スペインガリシア州、ルーゴ県のテーラ・チャで生産される、牛乳を原料としたチーズ。セミハードタイプに分類される。スモークされており、クセもなく食べやすく「コーヒー牛乳」に例えられる香ばしい甘味が特徴。独特の形状もまた特徴のひとつ。

## 歴史
いつごろ生産が開始されたかは定かではないが、「伝説」によるとしながらも紀元前3 - 2世紀ごろに発生したカストロ文化に起源をもとめる巷説が紹介されている。以降、現代へと受け継がれ、確認可能な文献への登場は19世紀、広く知られるのは20世紀初頭まで待たねばならなかった。
チーズの名称としてサン・シモンが登録されるのが1991年で、スペインのDOには表題のサン・シモン・ダ・コスタとして1999年に登録され、2008年には欧州連合のDOPにも登録された。2013年現在で年間400トンほどの生産量である。

## 牛乳の産地
ルーゴ県の以下の市が、DOPで許可される産地として挙げられる。ウシの品種も限定される。
- ビラルバ - サン・シモン・ダ・コスタがある市
- ムーラス
- シェルマーデ
- アバディン
- ギティリス
- ベゴンテ
- カストロ・デ・レイ
- コスペイト
- ア・パストリーサ

## サイズと重量
文献 (本間 2012, p. 136) および (CRDOP San Simón da Costa 2013, 「製造法」の項) で示されるサイズと重量は2種類あり、それぞれ下表の通り（出典のうち前者は底辺の直径、後者は高さを解説している）。
| 直径      | 高さ | 重量         |
| --------- | ---- | ------------ |
| 13 - 18cm | 同左 | 800 - 1,500g |
| 10 - 13cm | 同左 | 400 - 800g   |

※ 表中の cm はセンチメートル、g はグラムを表す。